# Norman Thomas (polityk)
Norman Mattoon Thomas (ur. 20 listopada 1884 w Marion, zm. 19 grudnia 1968 w Huntington) – amerykański polityk, działacz socjalistyczny, sześciokrotny kandydat na urząd prezydenta Stanów Zjednoczonych.

## Biografia
Urodził się 20 listopada 1884 roku w Marion. W 1911 roku ukończył seminarium duchowne i został pastorem prezbiteriańskim we wschodnim Harlemie. Został pacyfistą i sprzeciwiał się udziałowi Stanów Zjednoczonych w I wojnie światowej. W 1918 roku zrezygnował z funkcji duchownych, zapisał się do Socjalistycznej Partii Ameryki i został sekretarzem międzynarodowej organizacji pokojowej – Wspólnota Pojednania. Trzy lata później został redaktorem wpływowego, liberalnego tygodnika The Nation. Był także członkiem American Civil Liberties Union.
W 1924 roku kandydował na stanowisko gubernatora Nowego Jorku, natomiast w latach 1925 i 1929 – ubiegał się o mandat burmistrza. Sześciokrotnie był także nominatem sojcalistów w wyborach prezydenckich – w 1928, 1932, 1936, 1940, 1944 i 1948. W czasie wielkiego kryzysu, krytykował Nowy Ład i politykę Franklina Delano Roosevelta.
W latach 30. skonfliktował się z tzw. „starą gwardią” Partii Socjalistycznej, co w połączeniu z jego pacyfistyczną postawą wobec dołączenia kraju do II wojny światowej sprawiło, że jego pozycja polityczna osłabła. W czasach powojennych, zaangażował się w działalność pokojową, dążąc do m.in. wstrzymania I wojny indochińskiej. Zmarł 19 grudnia 1968 w Huntington.